# Amithao haematopus
Amithao haematopus är en skalbaggsart som beskrevs av Hermann Rudolph Schaum 1848. Amithao haematopus ingår i släktet Amithao och familjen Cetoniidae. Inga underarter finns listade i Catalogue of Life.